# Frozen Flame
Frozen Flame is een single van het Nederlandse dj-/producersduo Jeckyll & Hyde.
Het was de eerste single van de deejays. Het nummer stond in de tipparade, dat na 6 weken naar 35 in de Top 40 steeg. Het nummer heeft 19 weken in de top 40 gestaan. Hun vervolgsingle, Freefall, was eveneens succesvol in de Top 40, waarin het op nummer 11 heeft gestaan. 
De videoclip gaat over twee lego-poppetjes die in een studio andere legomannetjes uitnodigen om te feesten.

## Hitnotering

### Nederlandse Top 40
| Hitnotering: 4-11-2006 t/m 10-03-2007 | Hitnotering: 4-11-2006 t/m 10-03-2007 | Hitnotering: 4-11-2006 t/m 10-03-2007 | Hitnotering: 4-11-2006 t/m 10-03-2007 | Hitnotering: 4-11-2006 t/m 10-03-2007 | Hitnotering: 4-11-2006 t/m 10-03-2007 | Hitnotering: 4-11-2006 t/m 10-03-2007 | Hitnotering: 4-11-2006 t/m 10-03-2007 | Hitnotering: 4-11-2006 t/m 10-03-2007 | Hitnotering: 4-11-2006 t/m 10-03-2007 | Hitnotering: 4-11-2006 t/m 10-03-2007 | Hitnotering: 4-11-2006 t/m 10-03-2007 | Hitnotering: 4-11-2006 t/m 10-03-2007 | Hitnotering: 4-11-2006 t/m 10-03-2007 | Hitnotering: 4-11-2006 t/m 10-03-2007 | Hitnotering: 4-11-2006 t/m 10-03-2007 | Hitnotering: 4-11-2006 t/m 10-03-2007 | Hitnotering: 4-11-2006 t/m 10-03-2007 | Hitnotering: 4-11-2006 t/m 10-03-2007 | Hitnotering: 4-11-2006 t/m 10-03-2007 | Hitnotering: 4-11-2006 t/m 10-03-2007 |
| Week                                  | 1                                     | 2                                     | 3                                     | 4                                     | 5                                     | 6                                     | 7                                     | 8                                     | 9                                     | 10                                    | 11                                    | 12                                    | 13                                    | 14                                    | 15                                    | 16                                    | 17                                    | 18                                    | 19                                    | 20                                    |
| ------------------------------------- | ------------------------------------- | ------------------------------------- | ------------------------------------- | ------------------------------------- | ------------------------------------- | ------------------------------------- | ------------------------------------- | ------------------------------------- | ------------------------------------- | ------------------------------------- | ------------------------------------- | ------------------------------------- | ------------------------------------- | ------------------------------------- | ------------------------------------- | ------------------------------------- | ------------------------------------- | ------------------------------------- | ------------------------------------- | ------------------------------------- |
| Nummer                                | 35                                    | 27                                    | 27                                    | 29                                    | 30                                    | 31                                    | 19                                    | 14                                    | 11                                    | 12                                    | 12                                    | 15                                    | 15                                    | 20                                    | 22                                    | 25                                    | 32                                    | 38                                    | 40                                    | uit                                   |

### Single Top 100
| Hitnotering: 23-09-2006 t/m 07-07-2007 | Hitnotering: 23-09-2006 t/m 07-07-2007 | Hitnotering: 23-09-2006 t/m 07-07-2007 | Hitnotering: 23-09-2006 t/m 07-07-2007 | Hitnotering: 23-09-2006 t/m 07-07-2007 | Hitnotering: 23-09-2006 t/m 07-07-2007 | Hitnotering: 23-09-2006 t/m 07-07-2007 | Hitnotering: 23-09-2006 t/m 07-07-2007 | Hitnotering: 23-09-2006 t/m 07-07-2007 | Hitnotering: 23-09-2006 t/m 07-07-2007 | Hitnotering: 23-09-2006 t/m 07-07-2007 | Hitnotering: 23-09-2006 t/m 07-07-2007 | Hitnotering: 23-09-2006 t/m 07-07-2007 | Hitnotering: 23-09-2006 t/m 07-07-2007 | Hitnotering: 23-09-2006 t/m 07-07-2007 | Hitnotering: 23-09-2006 t/m 07-07-2007 | Hitnotering: 23-09-2006 t/m 07-07-2007 | Hitnotering: 23-09-2006 t/m 07-07-2007 | Hitnotering: 23-09-2006 t/m 07-07-2007 | Hitnotering: 23-09-2006 t/m 07-07-2007 | Hitnotering: 23-09-2006 t/m 07-07-2007 |    |    |    |    |    |    |    |  |
| Week                                   | 1                                      | 2                                      | 3                                      | 4                                      | 5                                      | 6                                      | 7                                      | 8                                      | 9                                      | 10                                     | 11                                     | 12                                     | 13                                     | 14                                     | 15                                     | 16                                     | 17                                     | 18                                     | 19                                     | 20                                     | 21 | 22 | 23 | 24 | 25 | 26 | 27 |  |
| -------------------------------------- | -------------------------------------- | -------------------------------------- | -------------------------------------- | -------------------------------------- | -------------------------------------- | -------------------------------------- | -------------------------------------- | -------------------------------------- | -------------------------------------- | -------------------------------------- | -------------------------------------- | -------------------------------------- | -------------------------------------- | -------------------------------------- | -------------------------------------- | -------------------------------------- | -------------------------------------- | -------------------------------------- | -------------------------------------- | -------------------------------------- | -- | -- | -- | -- | -- | -- | -- |  |
| Nummer                                 | 62                                     | 52                                     | 48                                     | 36                                     | 33                                     | 25                                     | 23                                     | 27                                     | 26                                     | 28                                     | 16                                     | 15                                     | 17                                     | 13                                     | 12                                     | 10                                     | 12                                     | 10                                     | 16                                     | 24                                     | 20 | 20 | 20 | 20 | 14 | 15 | 20 |  |
| Week                                   | 28                                     | 29                                     | 30                                     | 31                                     | 32                                     | 33                                     | 34                                     | 35                                     | 36                                     | 37                                     | 38                                     | 39                                     | 40                                     | 41                                     |                                        |                                        |                                        |                                        |                                        |                                        |    |    |    |    |    |    |    |  |
| Nummer                                 | 24                                     | 21                                     | 25                                     | 24                                     | 22                                     | 22                                     | 29                                     | 33                                     | 28                                     | 51                                     | 40                                     | 41                                     | 77                                     | uit                                    |                                        |                                        |                                        |                                        |                                        |                                        |    |    |    |    |    |    |    |  |